# Chataîgneraies et ruiseaux de Castagniccia
Chataîgneraies et ruiseaux de Castagniccia este o arie protejată (sit de importanță comunitară — SCI) din Franța întinsă pe o suprafață de 265 ha, integral pe uscat.

## Localizare
Centrul sitului Chataîgneraies et ruiseaux de Castagniccia este situat la coordonatele 42°26′06″N 9°20′51″E / 42.435°N 9.3475°E.

## Înființare
Situl Chataîgneraies et ruiseaux de Castagniccia a fost declarat arie specială de conservare în baza directivei 92/43 din 1992 referitoare la conservarea habitatelor naturale și a faunei și florei sălbatice pentru a proteja 6 specii de animale.

## Biodiversitate
Situată în ecoregiunea mediteraneană, aria protejată conține 8 habitate naturale: Păduri de Castanea sativa, Păduri de Quercus ilex și Quercus rotundifolia, Păduri de pin mediteraneene cu pini mezogeni endemici, Râuri mediteraneene cu debit intermitent, cu specii de Paspalo-Agrostidion, Izvoare petrifiante cu formare de travertin (Cratoneurion), Galerii de Salix alba și de Populus alba, Lande oro-mediteraneene cu formațiuni endemice de grozamă, Păduri de pin (sub-) mediteraneene cu pini negri endemici.
La baza desemnării sitului se află mai multe specii protejate:
- amfibieni (1): Discoglossus montalentii
- mamifere (2): liliacul mare cu potcoavă (Rhinolophus ferrumequinum), liliacul mic cu potcoavă (Rhinolophus hipposideros)
- nevertebrate (3): Austropotamobius pallipes, croitorul mare al stejarului (Cerambyx cerdo), Papilio hospiton

Pe lângă speciile protejate, pe teritoriul sitului au mai fost identificate 2 specii de amfibieni.